# Canadá nos Jogos Olímpicos de Verão de 1932
O Canadá nos Jogos Olímpicos de Verão de 1932, em Los Angeles, nos Estados Unidos competiu representado por 102 atletas, sendo que 85 eram homens e 17 mulheres, que disputaram provas de 69 modalidades esportivas de dez esportes diferentes, conquistando um total de 15 medalhas, sendo duas de ouro, cinco de prata e oito de bronze. O Canadá terminou assim, na 12ª colocação no quadro geral de medalhas da competição

## Medalhistas

### Ouro
- Duncan McNaughton — Atletismo, Salto em altura masculino;
- Horace Gwynne — Boxe

### Prata
- Alex Wilson — Atletismo, 800m rasos masculino;
- Hilda Strike — Atletismo, 100m rasos feminino;
- Mildred Fizzell, Lillian Palmer, Mary Frizzel e Hilda Strike — Atletismo, Revezamento 4x100m feminino;
- Ernest Cribb, Harry Jones, Peter Gordon, Hubert Wallace, Ronald Maitland, e George Gyles — Vela, Classe 8 m;
- Daniel MacDonald — Lutas.

### Bronze
- Phil Edwards — Atletismo, 800 m rasos masculino;
- Phil Edwards — Atletismo, 1500 m rasos masculino;
- Alex Wilson — Atletismo, 400 m rasos masculino;
- Raymond Lewis, James Ball, Phil Edwards, e Alex Wilson — Atletismo, Revezamento 4x400 m masculino;
- Eva Dawes — Atletismo, Salto em altura feminino;
- Charles E. Pratt e Noel De Mille — Remo;
- Earl Eastwood, Joseph Harris, Stanley Stanyar, Harry Fry, Cedric Liddell, William Thoburn, Donald Boal, Albert Taylor, e George MacDonald — Remo;
- Philip Rogers, Gerald Wilson, Gardner Boultbee, e Kenneth Glass — Vela, Classe 6 m;